# Colomers
Colomers è un comune spagnolo situato nella comunità autonoma della Catalogna.